# Sovereign wealth fund
Een sovereign wealth fund (SWF - fonds van staatsrijkdommen) is een beleggingsfonds dat beheerd wordt door de overheid van een land en waarin die overheid daarmee een overwegende mate van zeggenschap heeft ten aanzien van het beleggingsbeleid.
De middelen van het fonds zijn veelal afkomstig uit opbrengsten van de winning van delfstoffen (vaak olie) dan wel belastingopbrengsten samenhangend met de winning van die delfstoffen, of afkomstig van geaccumuleerde begrotingsoverschotten. Het merendeel van sovereign wealth funds is gevestigd in olie-exporterende landen, doch ook een aantal Aziatische landen met omvangrijke handelsbalansoverschotten heeft (een deel van) die winsten in een dergelijk fonds ondergebracht.

## Definitie
Sovereign wealth funds (SWF, staatsfondsen) moeten onderscheiden worden van de reservefondsen die beheerd worden door de centrale banken. Die reservefondsen worden in eerste instantie aangehouden om daarmee de wisselkoers van de valuta van dat land te stabiliseren, en worden tevens gehanteerd in het kader van het monetaire beleid van die overheid. De middelen van een SWF zijn echter bestemd om op de lange(re) termijn belegd te worden, teneinde daaruit duurzaam een beleggingsresultaat te genereren. In populaire bewoordingen: het is het lange-termijn "spaarpotje" van dat land. Tevens moeten SWF onderscheiden worden van pensioenfondsen, ook als die pensioenfondsen betrekking hebben over de publieke sector, en beheerd worden door de overheid.
In veel gevallen is het echter lastig om een zuiver onderscheid te maken, aangezien er een verwevenheid bestaat ten aanzien van de wijze van organisatie en de verdeling van de zeggenschap over het beleid van het fonds. Het is met name vaak moeilijk een onderscheid te maken tussen (het beheer van) de valutareserves, door de centrale bank, en (het beheer van) het SWF, door een organisatie die nauw aan die centrale bank gelieerd kan zijn.
De middelen kunnen belegd zijn in het gehele spectrum van activa: aandelen, obligaties, onroerend goed, private equity etcetera. De beleggingsdoelstellingen kunnen verschillend zijn. Enerzijds kan een SWF gericht zijn op een optimaal rendement op de lange termijn, zonder dat van verdere oogmerken sprake is. Anderzijds kan een SWF een rol toebedeeld zijn bij het bevorderen van het algemene macro-economische belang van het betreffende land, waarbij een onmiddellijk positief rendement van minder belang wordt geacht.

## Kritieken
Critici van SWF's wijzen op de omstandigheid dat deze fondsen slechts verantwoording verschuldigd zijn aan  de centrale overheid van het desbetreffende land, en dat de kans bestaat dat de middelen gebruikt, of misbruikt, zullen worden voor politieke doeleinden. De kwaliteit van de gepubliceerde rapportages omtrent hun werkzaamheden is verschillend, doch munt vaak niet uit door transparantie.
Overnames van ondernemingen (of pogingen daartoe) hebben geleid tot negatieve reactie indien vermoed werd dat daardoor nationale belangen op het terrein van met name defensie en veiligheid geschaad zouden kunnen worden. In dit kader verklaarde Canadese minister van industrie Prentice in oktober 2007 een "national security test" te overwegen bij de beoordeling van overnames van Canadese ondernemingen door "state-owned companies of foreign government".
In oktober 2007 riepen de ministers van financiën van de G7 SWF's op tot het invoeren van "best practices" ten aanzien van onderwerpen als transparantie en verantwoording. In januari 2008 droeg de Amerikaanse Senaat het Government Accountability Office onderzoek te doen naar de werkwijze van SWF's, met name ten aanzien van de omvang van hun beleggingen, de informatieverstrekking en welke mogelijkheden er bestaan hun macht te misbruiken. In diezelfde maand deed het World Economic Forum in Davos ook een oproep aan SWF's om een grotere transparantie te betrachten.
In Frankrijk wordt de kwestie rond deze fondsen in het bredere perspectief van een mondiale 'guerre économique' (economische oorlog) geplaatst. De geopolitiek en de geo-economie bieden waardevolle analysekaders om het machtsaspect van de SWF's beter te begrijpen.

### Santiago Principles
De kritiek heeft tot actie geleid. In 2008 kwamen diverse SWF's bij elkaar om afspraken te maken over best practices. In samenwerking met het Internationaal Monetair Fonds en de International Working Group of Sovereign Wealth Funds werden 24 punten afgesproken om het inzicht in de werkzaamheden van de SWF’s te verbeteren en daarmee de transparantie te vergroten. De naleving van deze afspraken, die bekend zijn geworden als de Santiago Principles, is vrijwillig en er zijn geen sancties. Deelnemers hebben afgesproken regelmatig zelf en kritisch de naleving te bekijken en hierover te rapporteren.
Om verder aan de bezwaren tegemoet te komen is in 2008 de Linaburg-Maduell transparantie-index ontwikkeld. Aan de hand van tien criteria worden de fondsen gerangschikt. De meest transparante fondsen halen een maximale score van 10 en de slechtste een score van een (1).

## Omvang SWF vermogen
Mede als gevolg van deze afbakeningsproblemen bestaat er verschil van mening over of een bepaalde entiteit als SWF aangemerkt moet worden, en daarmee over de omvang van de beleggingen in dit soorten fondsen. Duidelijk is echter wel dat ze, sinds circa 2000, gestaag in omvang toenemen. De omvang is slechts bij benadering aan te geven en bronnen noemen geheel verschillende bedragen.
| Jaar | Totaal vermogen | Verandering |
| ---- | --------------- | ----------- |
| 2007 | 3502            | -           |
| 2008 | 4036            | 15%         |
| 2009 | 4478            | 11%         |
| 2010 | 4889            | 9%          |
| 2011 | 5330            | 9%          |
| 2012 | 6215            | 17%         |
| 2013 | 6905            | 11%         |
| 2014 | 7289            | 6%          |
| 2015 | 7430            | 2%          |
| 2016 | 7402            | -0%         |

### Top 10 fondsen
Het grootste staatsfonds is het Noorse GPF. De lijst hieronder bevat een overzicht van de 10 grootste SWF's ter wereld per 2020:
| Land                         | Afkorting | Fonds                                             | Vermogen (in US$ miljard) | Linaburg-Maduell transparatie-index | Opgericht | Oorsprong         |
| ---------------------------- | --------- | ------------------------------------------------- | ------------------------- | ----------------------------------- | --------- | ----------------- |
| Noorwegen                    | GPFG      | Government Pension Fund of Norway                 | 1323                      | 10                                  | 1990      | Olie              |
| China                        | CIC       | China Investment Corporation                      | 1045                      | 8                                   | 2007      | Geen grondstoffen |
| Hongkong                     | HKMA      | Hong Kong Monetary Authority Investment Portfolio | 580                       | 8                                   | 1935      | Geen grondstoffen |
| Verenigde Arabische Emiraten | ADIA      | Abu Dhabi Investment Authority                    | 580                       | 6                                   | 1976      | Olie              |
| Koeweit                      | KIA       | Kuwait Investment Authority                       | 534                       | 6                                   | 1953      | Olie              |
| Singapore                    | GIC       | Government of Singapore Investment Corporation    | 453                       | 6                                   | 1981      | Geen grondstoffen |
| Singapore                    | Temasek   | Temasek Holdings                                  | 417                       |                                     | 1974      | Geen grondstoffen |
| Saoedi-Arabië                | PIF       | Public Investment Fund of Saudi Arabia            | 399                       |                                     | 1971      | Olie              |
| China                        | NSSF      | National Social Security Fund                     | 372                       | 4                                   | 2000      | Geen grondstoffen |
|                              | ICD       | Investment Corporation of Dubai                   | 302                       |                                     | 2006      | Olie              |

## Voorbeelden van beleggingen
Enkele voorbeelden van beleggingen van SWF's in westerse ondernemingen zijn:
- In november 2007 nam de Abu Dhabi Investment Authority een belang van US$ 7,5 miljard in de Amerikaanse bank Citigroup.
- In december 2007 kocht de Government of Singapore Investment Corporation voor CHF 11 miljard converteerbare aandelen in de Zwitserse bank UBS.
- In december 2007 nam de China Investment Corporation een belang van US$ 5 miljard in de Amerikaanse effectenbank Morgan Stanley.
- In december 2007 nam Temasek Holdings (Singapore) een belang van US$ 4,4 miljard in de Amerikaanse zakenbank Merrill Lynch.[13]
- In januari 2008 nam de Government of Singapore Investment Authority een belang in Citigroup van US$ 6,88 miljard.
- In maart 2009 nam Aabar Investments, een dochter van het staatsinvesteringsfonds International Petroleum Investment Company van Abu Dhabi voor € 1,95 miljard een belang van 9,1% in Daimler.[14]

Het vermoeden bestaat dat het Chinese staatsfonds State Administration of Foreign Exchange sedert het begin van de kredietcrisis grote verliezen heeft geleden op Amerikaanse beleggingen. Temasek Holdings verkocht zijn belang in Bank of America in het eerste kwartaal van 2009 met een niet bekendgemaakt verlies dat door derden werd geraamd op US$ 4,6 miljard.